# کپ او موان (۲۳۵۲ متر)
کپ او موان (به لاتین: Cape au Moine) یک کوه در سوئیس است که در کانتون وو واقع شده‌است. کپ او موان ۲٬۳۵۲ متر بالاتر از سطح دریا واقع شده‌است.